# Gran Bilbao
La Grande Bilbao (in basco Bilboaldea, in spagnolo Gran Bilbao) è la comarca, o eskualdea in basco, più popolosa della provincia di Biscaglia. Comprende la città di Bilbao, che ne è il capoluogo, e i comuni della sua area metropolitana che si sviluppa lungo l'estuario del fiume Nervión. Fa parte della comunità autonoma dei Paesi Baschi, nel nord della Spagna.